# Градска кућа (Зрењанин)
Градска кућа у Зрењанину (позната и као Жупанијска палата) налази се на Тргу Слободе.
У њој се данас налазе градска управа Града Зрењанина, Средњобанатски управни округ, као и Историјски архив Зрењанин.

## Историја
Данашњи Зрењанин (раније познат као Велики Бечкерек / Nagybecskerek / Großbetschkerek / Becicherecul Mare) је седиште Торонталске жупаније од 1779. године. Велики пожар 1807. уништио је скоро све зграде у Бечкереку, укључујући и стару жупанијску зграду. Радови на изградњи нове зграде започети су 1816, а завршени 1820. године по пројектима архитекте Јосифа Фишера. После 70 година, жупанијска зграда је била реконструисана по пројектима двојице угледних будимпештанских архитеката - Ђуле Партоша (мађ. Gyula Partos) и Едена Лехнера (мађ. Ödön Lechner) у периоду од 1885. до 1887. године.
Жупанијској згради су додати лево и десно крило, фасада јој је модернизована у стилу необарока, додат нови балкон, кров јој је покривен Жолнаи црепом и модерна опрема као електрична енергија и телефонска линија. У то време, она је била најмодернија зграда у јужном делу Угарске.
Главно степениште је украшено са три витража, који приказују персонификације „Правде“, „Мудрости“ и „Моћи“. Витражи су били оштећени у великом невремену у лето 2003. године, али су поправљени и враћени у првобитно стање.
Последњи конзерваторско-рестаураторски радови на згради изведени су током 2003. и 2004. године.

## Данас
Градска кућа у Зрењанину данас је седиште Града Зрењанина и Средњобанатског округа. У десном крилу зграде налази се Историјски архив. Зграда је најпрепознатљивији симбол на разгледницама Зрењанина више од 100 година.

## Градски парк
У дворишту зграде налази се Градски парк (званично Жупанијски парк), формиран 1887. после реконструкције Жупанијске палате. Парк је украшен фонтаном у облику роде, многим скулптурама, као и муралом који приказује некадашњу бечкеречку тврђаву. Отворен је за јавност током летњих месеци.

## Галерија
- Моћ
- Правда
- Мудрост
- Фасада
- Детаљ фасаде
- Улаз у парк
- Фонтана у Градском парку
- Мотив Сунца са капије
- Барокна сала
- Детаљ
- Детаљ
- Детаљ
- Детаљ